# Stepenitz
De Stepenitz is een rivier in Duitsland die stroomt door Prignitz in Brandenburg. De Stepenitz behoort tot het stroomgebied van de Elbe.

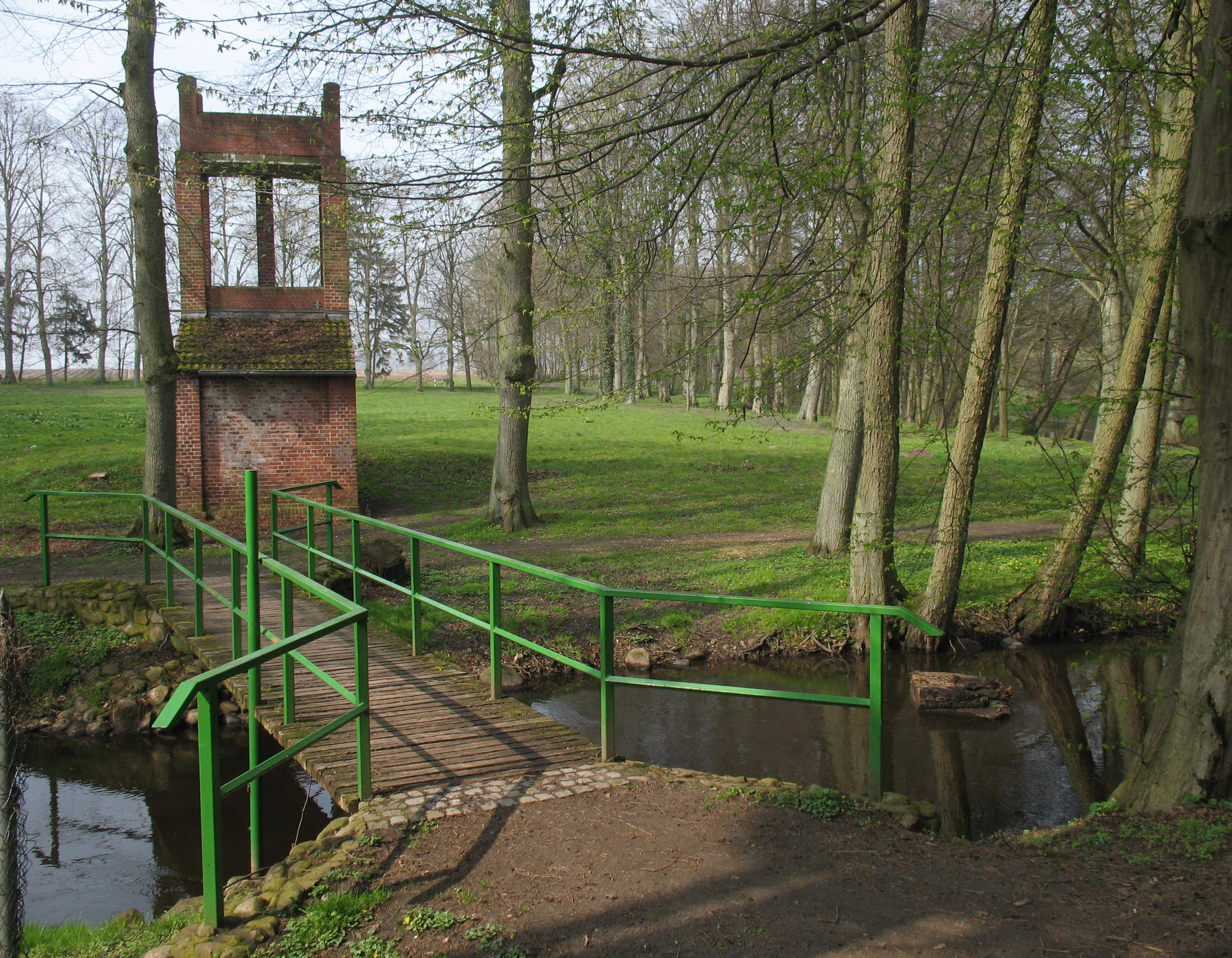
Stepenitz in Putlitz

- Virtual International Authority File: 144089450